# Kostiantyn Symaszko
Kostiantyn Mykołajowycz Symaszko, ukr. Костянтин Миколайович Симашко (ur. 12 listopada 1980 w Nikopolu, Ukraińska SRR) – ukraiński piłkarz, grający na pozycji bramkarza, mistrz paraolimpijski.

## Kariera piłkarska

### Kariera klubowa
Wychowanek Szkoły Sportowej w Nikopolu. Pierwszy trener Mykoła Haman. W 1999 rozpoczął karierę w drużynie Metałurh Nikopol, który potem zmienił nazwę na Ełektrometałurh. Latem 2002 po wypadku samochodowym został sparaliżowany. Po długiej rehabilitacji wrócił do piłki nożnej. Od 2006 występował w drużynach amatorskich, m.in. Ełektrometałurh Nikopol, Szachtar Marganiec, FK Nikopol.

### Kariera reprezentacyjna
Po testach zakwalifikował się do paraolimpijskiej reprezentacji Ukrainy w piłce nożnej siedmioosobowej. W 2008 zdobył mistrzostwo Igrzysk paraolimpijskich w Pekinie.

## Sukcesy i odznaczenia

### Sukcesy reprezentacyjne
paraolimpijska reprezentacja Ukrainy w piłce nożnej siedmioosobowej
- mistrz Igrzysk paraolimpijskich: 2008 w Pekinie
- mistrz Europy w piłce nożnej siedmioosobowej wśród paraolimpijczyków: 2010 w Irlandii, 2014 w Portugalii
- wicemistrz Igrzysk paraolimpijskich: 2012 w Londynie

### Odznaczenia
- tytuł Zasłużonego Mistrza Sportu Ukrainy: 2008
- Order „Za zasługi” klasy III: 2008
- Order „Za zasługi” klasy II: 2012